# Гесс, Гелий Эобан
Гелий Эобан Гесс (лат. Helius Eobanus Hessus; 6 января 1488, Хальгехаузен — 4 октября 1540, Марбург) — германский протестантский гуманист, педагог и один из крупнейших новолатинских поэтов своего времени, друг сподвижника Ульриха фон Гуттена.
Первоначально, вероятно, носил фамилию Кох. Образование получил при монастыре Хайна и в Гемюндене, в 1504 году поступил в Эрфуртский университет, в 1507 году стал директором школы, но два года спустя оставил этот пост и переехал в Рисенбург (ныне Прабуты), где занимался юридической практикой и периодически писал стихи на латыни. В 1513 году получил во Франкфурте-на-Одере диплом юриста и переехал в Лейпциг, где занялся гуманистическими исследованиями. В августе 1514 года вернулся в Эрфуртский университет. Поддерживал Лютера в борьбе с обскурантами, в 1526 году стал профессором риторики и поэтики в Нюрнберге, а с 1536 года — профессором поэзии в Марбурге.
Согласно ЭСБЕ, «отличался большим искусством в импровизации латинских стихотворений», получив от Лютера эпитет «rex poetarum» (с лат. — «король поэтов»). Известны его метрический перевод псалмов и «Илиады» (1540), его героиды (письма святых от Марии до Кунигунды), идиллии, эпиграммы, изданные под заглавием «Sylvae».